# Río Foyel
Río Foyel är ett vattendrag i Argentina.   Det ligger i provinsen Río Negro, i den sydvästra delen av landet, 1 400 km sydväst om huvudstaden Buenos Aires.
Omgivningen kring Río Foyel består i huvudsak av gräsmarker. Området är ganska glesbefolkat, med 24 invånare per kvadratkilometer.